# Мечеть Чёль гала
Мечеть Чёль гала (азерб. Çöl Qala məscidi) — мечеть на бывшей улице Куйбышева в квартале (мехелле) Чёль гала города Шуша.
Распоряжением Кабинета министров Азербайджанской Республики от 2 августа 2001 года мечеть Чёль гала взята под охрану государства как архитектурный памятник истории и культуры местного значения (инв № 5103).

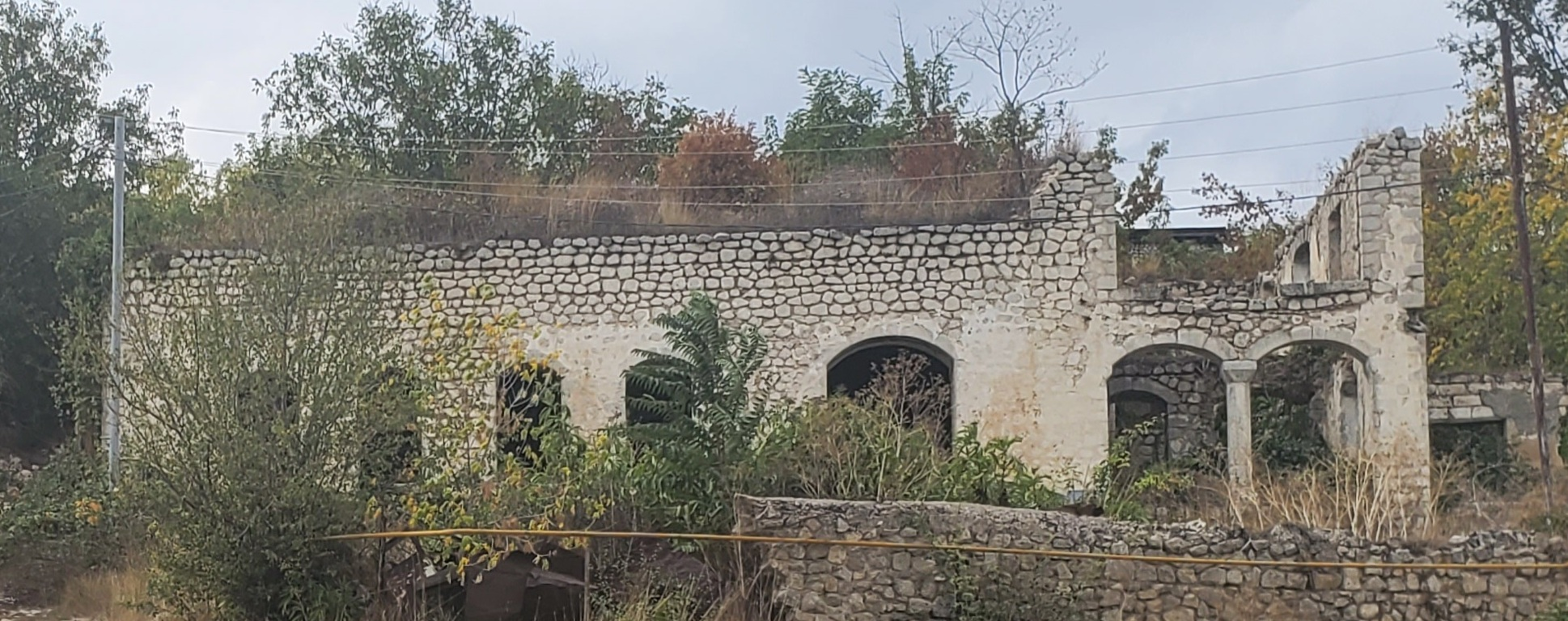
Развалины мечети (2021 г.)

После захвата города армянскими вооружёнными формированиями, мечеть была разрушена и разграблена. В 2024 году начались работы по восстановлению мечети.

## Описание

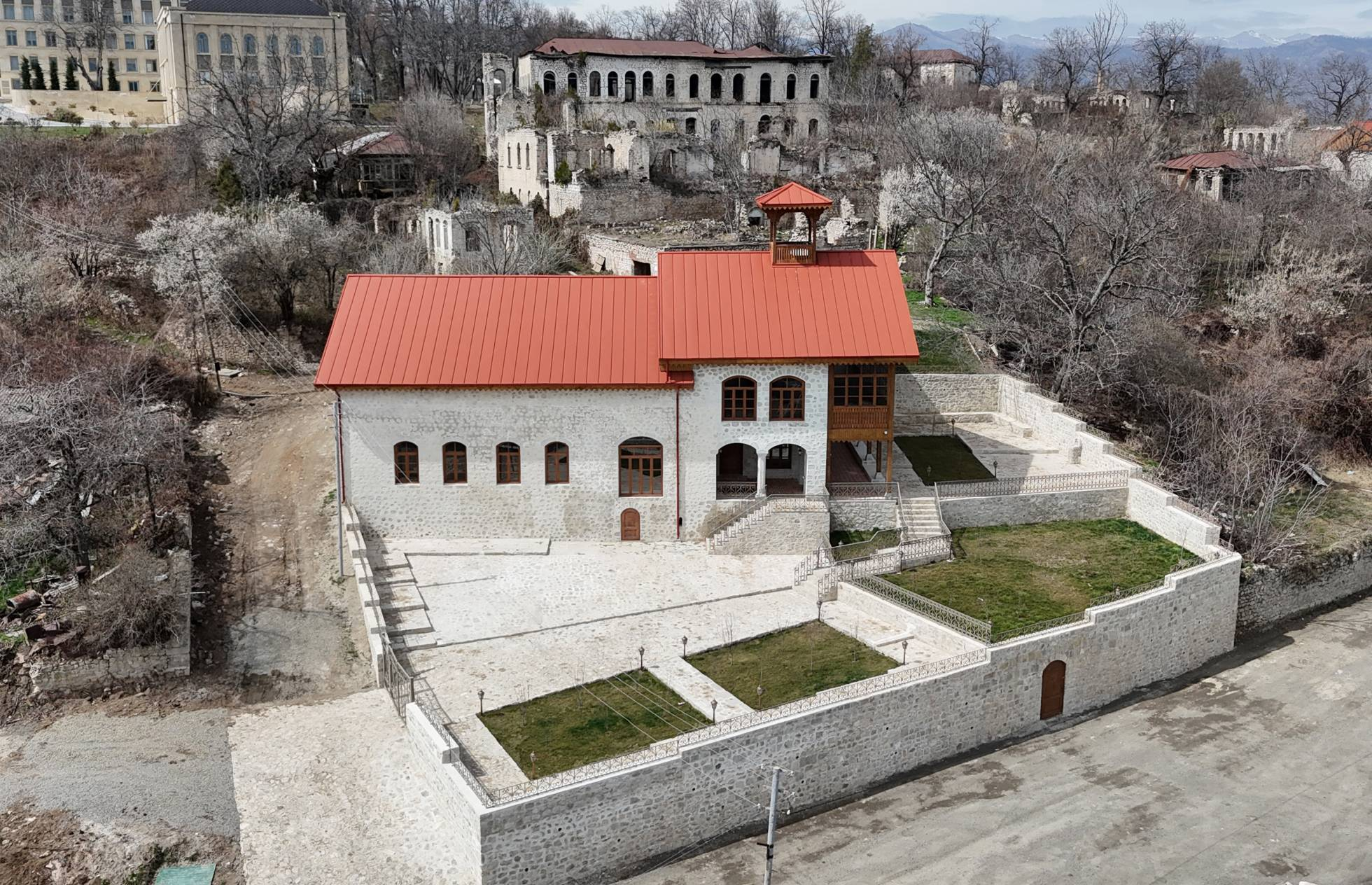
Мечеть Чёль Гала после реставрации (2025 г.)

По архитектурной композиции главного фасада, мечеть Чёль гала относится к типу шушинских квартальных мечетей с плоским фасадом и асимметричным входом. По архитектурно-конструктивному решению внутреннего пространства, мечеть относится к типу шушинских квартальных мечетей с трёхнефным членением молитвенного зала с использованием сводов и стрельчатых арок, которые опираются на восьмигранные колонны. В мечети, как и в других квартальных мечетях города, в глубине молитвенного зала, напротив михраба, на втором ярусе была предусмотрена небольшая открытая галерея, обрамлённая тремя стрельчатыми арками. Эта галерея предназначалась для женщин.

## Реставрация

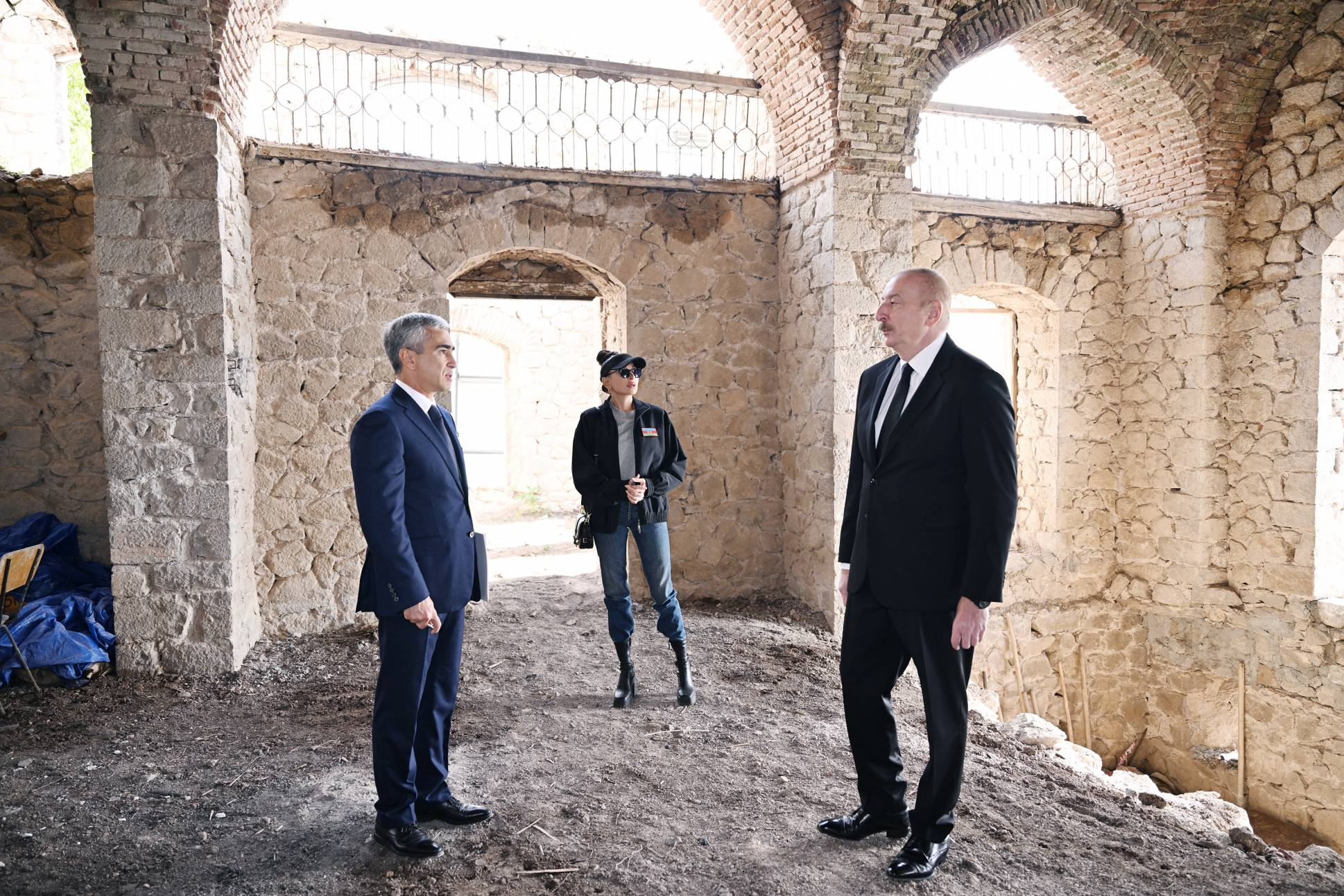
Президент Азербайджана ознакамливается с состоянием мечети на момент начала реставрационных работ (2024 г.)

В 2023 году начались работы по восстановлению мечети Чёль Гала. 27 марта 2025 года президент Азербайджанской Республики Ильхам Алиев и первая леди Мехрибан Алиева приняли участие в церемонии открытия мечети после реставрации. В ходе мероприятия они ознакомились с проделанными работами и подчеркнули значение восстановления историко-культурного наследия города Шуша.